# Leptogenys pavesii
Leptogenys pavesii är en myrart som beskrevs av Carlo Emery 1892. Leptogenys pavesii ingår i släktet Leptogenys och familjen myror. Inga underarter finns listade i Catalogue of Life.

## Bildgalleri

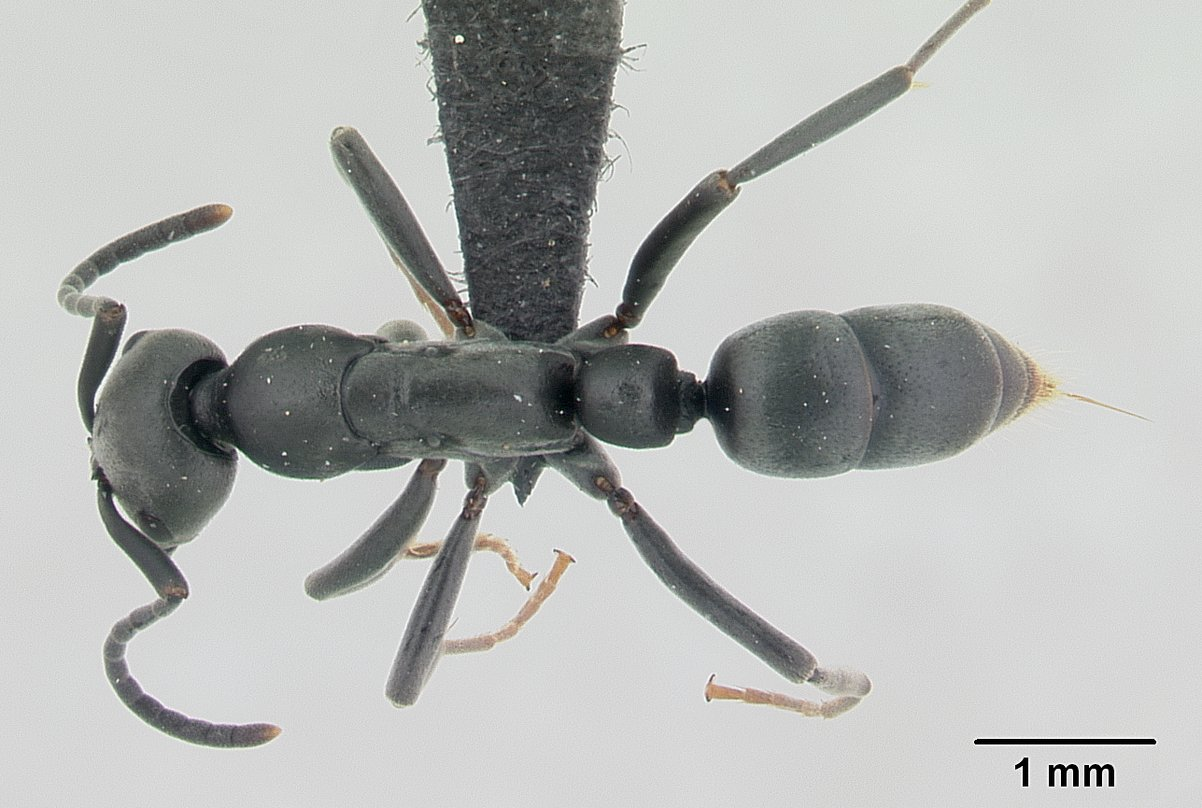
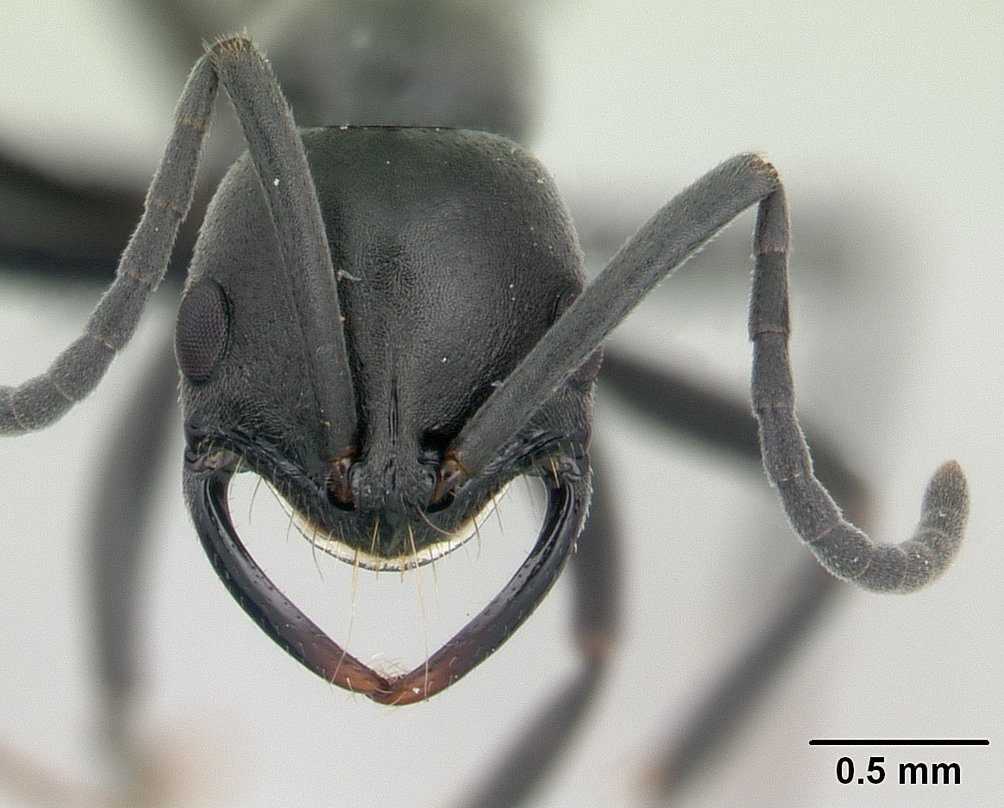
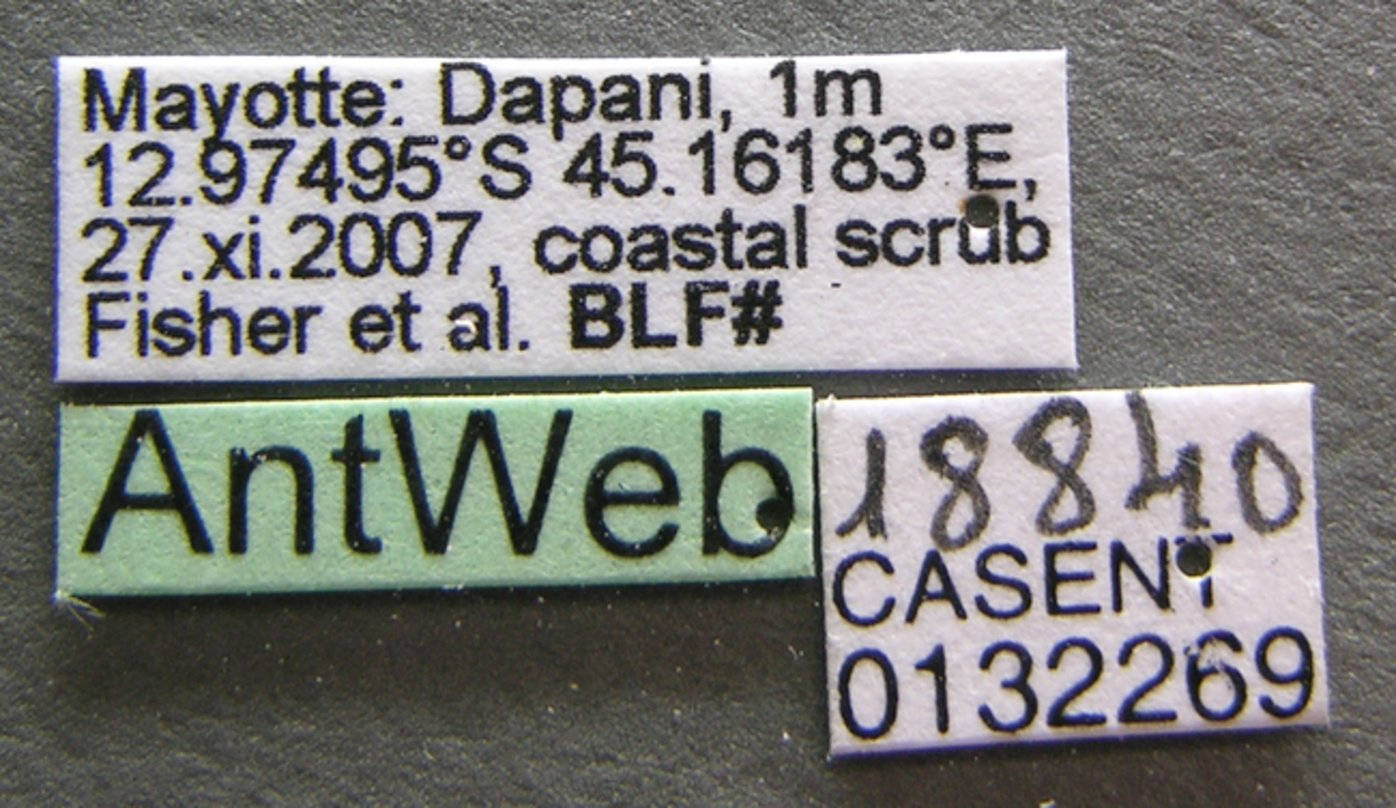
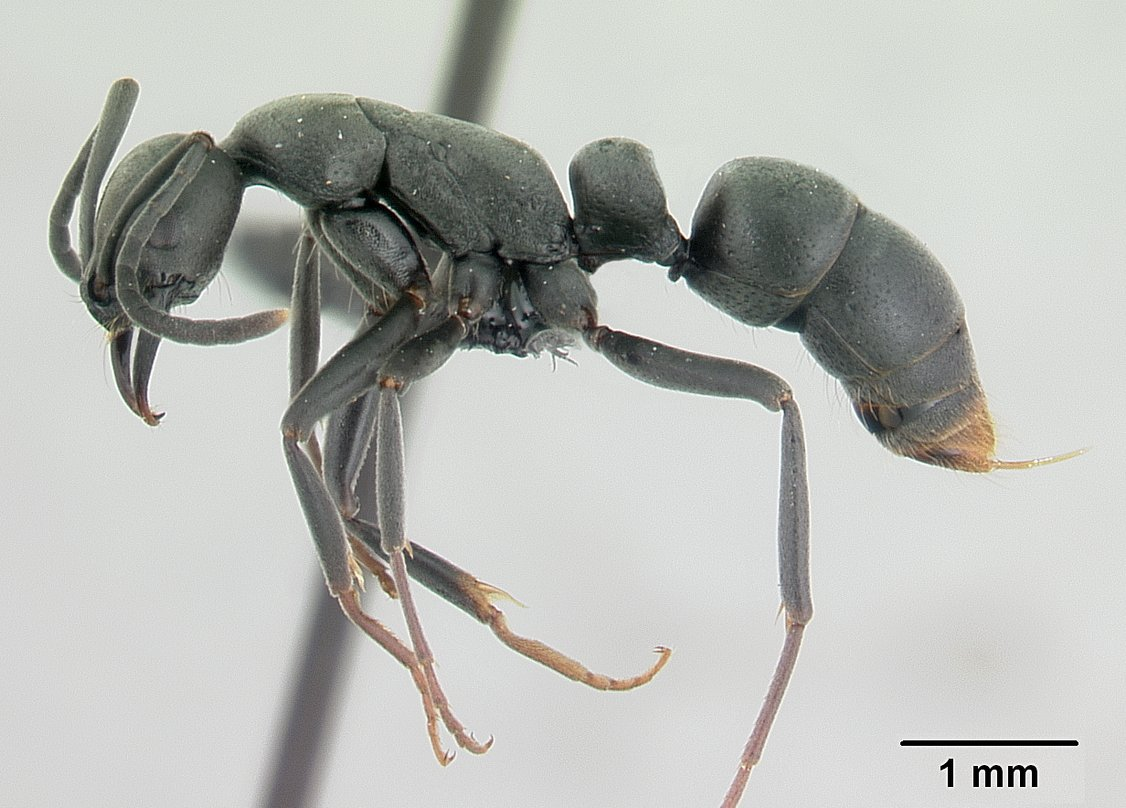
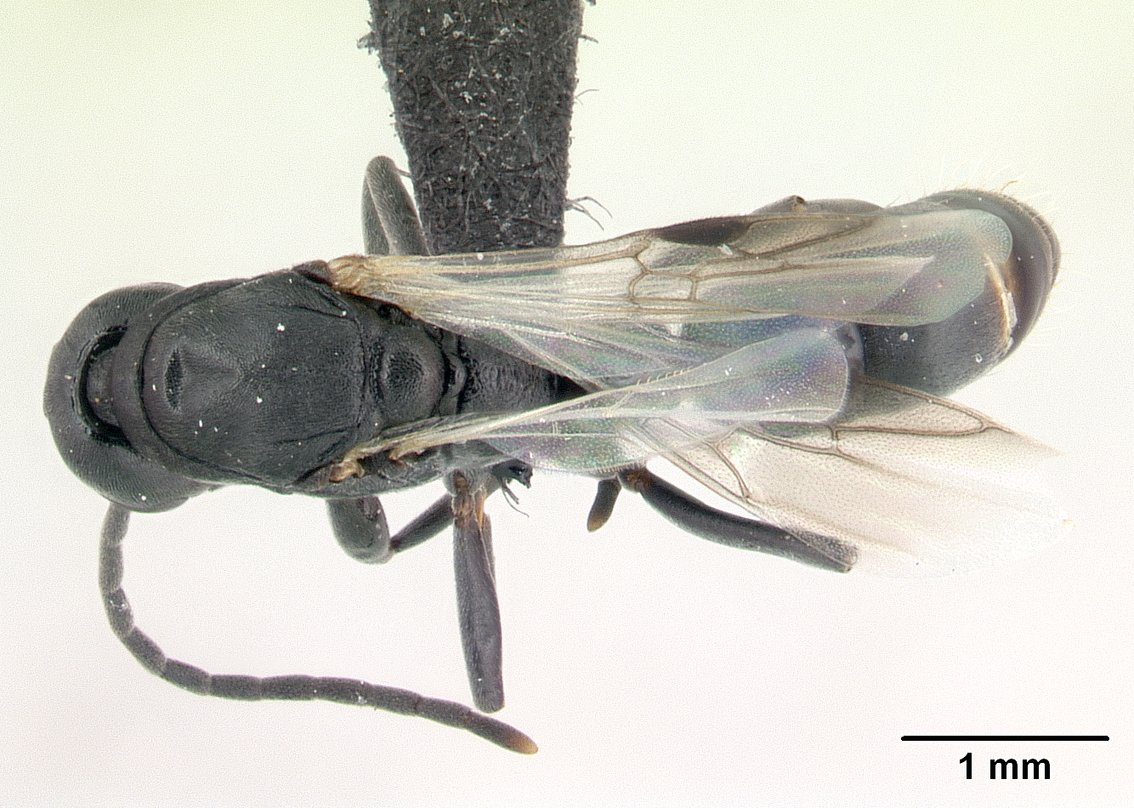
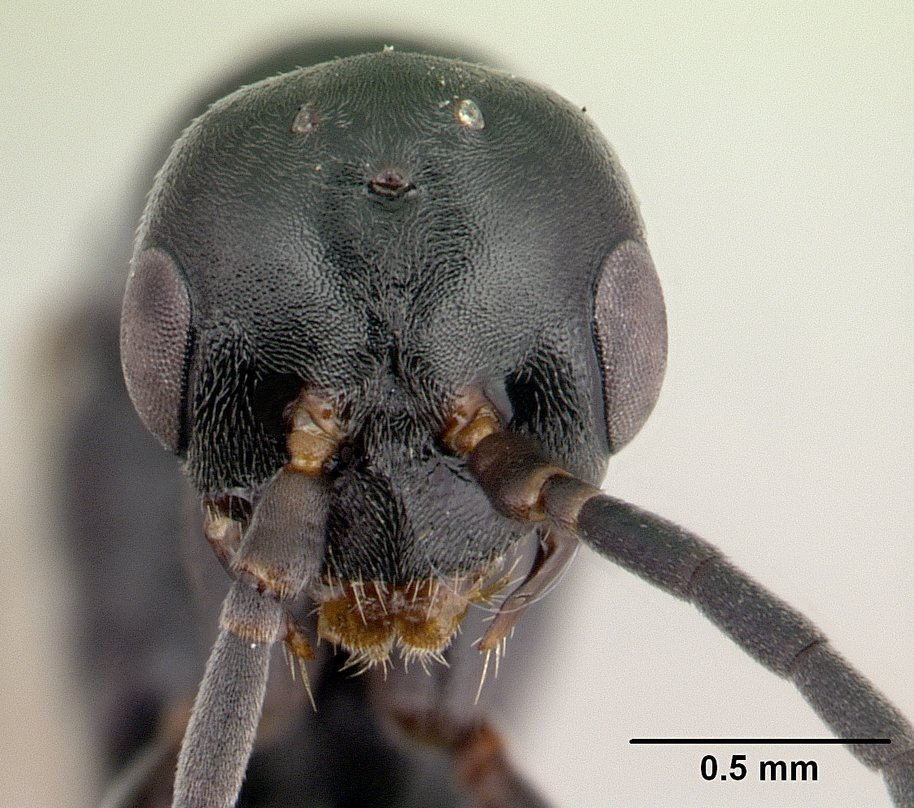